# Jean Blanzat
Jean Blanzat, né le 6 janvier 1906 à Domps, Haute-Vienne, et décédé le 6 novembre 1977 à Paris 5e, est un romancier français, membre de la Résistance. Jean Blanzat est enterré au cimetière de Saint Bonnet de Bellac, en Haute Vienne (87), aux côtés de son épouse, Marguerite. 

## Biographie
Après des débuts littéraires remarqués dans la revue Europe en 1929 dans laquelle il publie son premier récit en 1930, Enfance, Jean Blanzat publie son premier roman, À moi-même ennemi aux éditions Grasset.
Résistant au sein du Groupe du musée de l'Homme, Jean Blanzat est l’un des premiers membres du Comité national des écrivains, aux côtés de Jean Paulhan. Durant l'Occupation, il poursuit son activité romanesque et reçoit en juin 1942 le Grand prix du roman de l'Académie française pour L'Orage du matin grâce au soutien actif et engagé de Georges Duhamel, nouvellement élu secrétaire perpétuel, et de son ami François Mauriac qui par ce choix font acte de défi au pouvoir en place,.
À la Libération, Jean Blanzat devient directeur littéraire des Éditions Grasset (1945-1953). Il est ensuite membre du comité de lecture chez Gallimard et rédige par ailleurs une chronique littéraire au Figaro (1946-1960). Il obtient encore le Prix Fémina pour son roman Le Faussaire (1964).

## Décorations
- Officier de l'ordre des Arts et des Lettres au titre d'« homme de lettres » (1963) [3]
  - officier en 1957[4]

## Œuvre
- Enfance, Grasset, 1930.
- À moi-même ennemi, Grasset, 1933.
- Septembre, Grasset[5], 1936.
- L'Orage du matin, 1942
- La Gartempe, Gallimard, 1957.
- Le Faussaire, Gallimard, 1964.
- L'Iguane, Gallimard, 1966.